# 小行星4876
小行星4876（英語：4876 Strabo）是一颗围绕太阳公转的小行星。1973年9月29日，C. J. 万·豪敦、I. 万·豪敦-格勒内费尔德、T. 赫雷爾斯在帕洛马山发现了此天体。
这颗小行星的绝对星等为231.47795等。